# Stypiura batesii
Stypiura batesii är en stekelart som först beskrevs av Kirby 1883.  Stypiura batesii ingår i släktet Stypiura och familjen bredlårsteklar. Inga underarter finns listade i Catalogue of Life.